# Sarród
Sarród is een plaats (község) en gemeente in het Hongaarse comitaat Győr-Moson-Sopron. Sarród telt 1032 inwoners (2015).

## Afbeeldingen

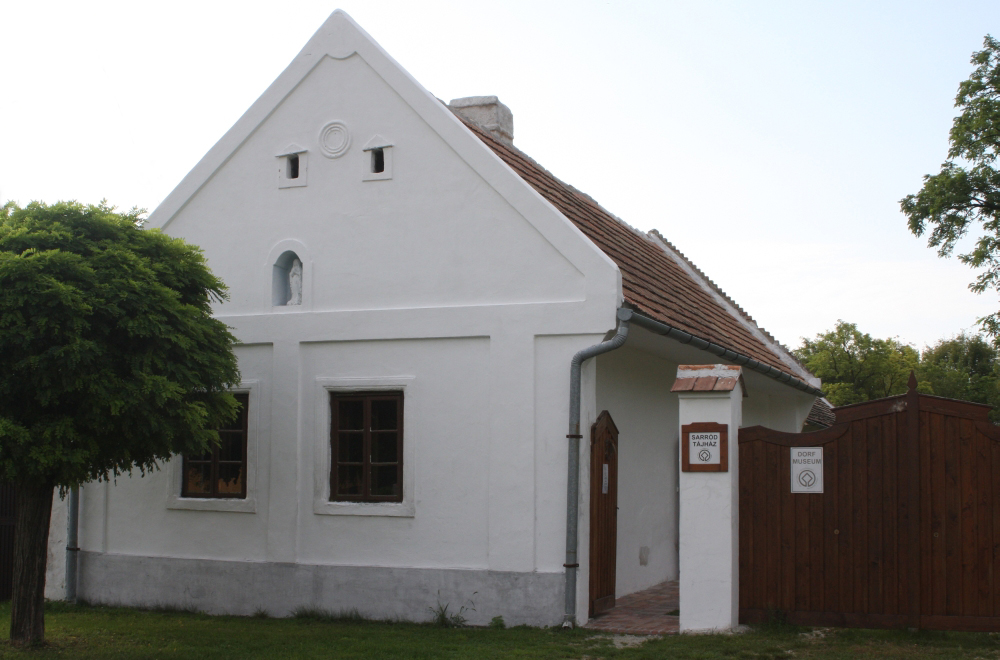
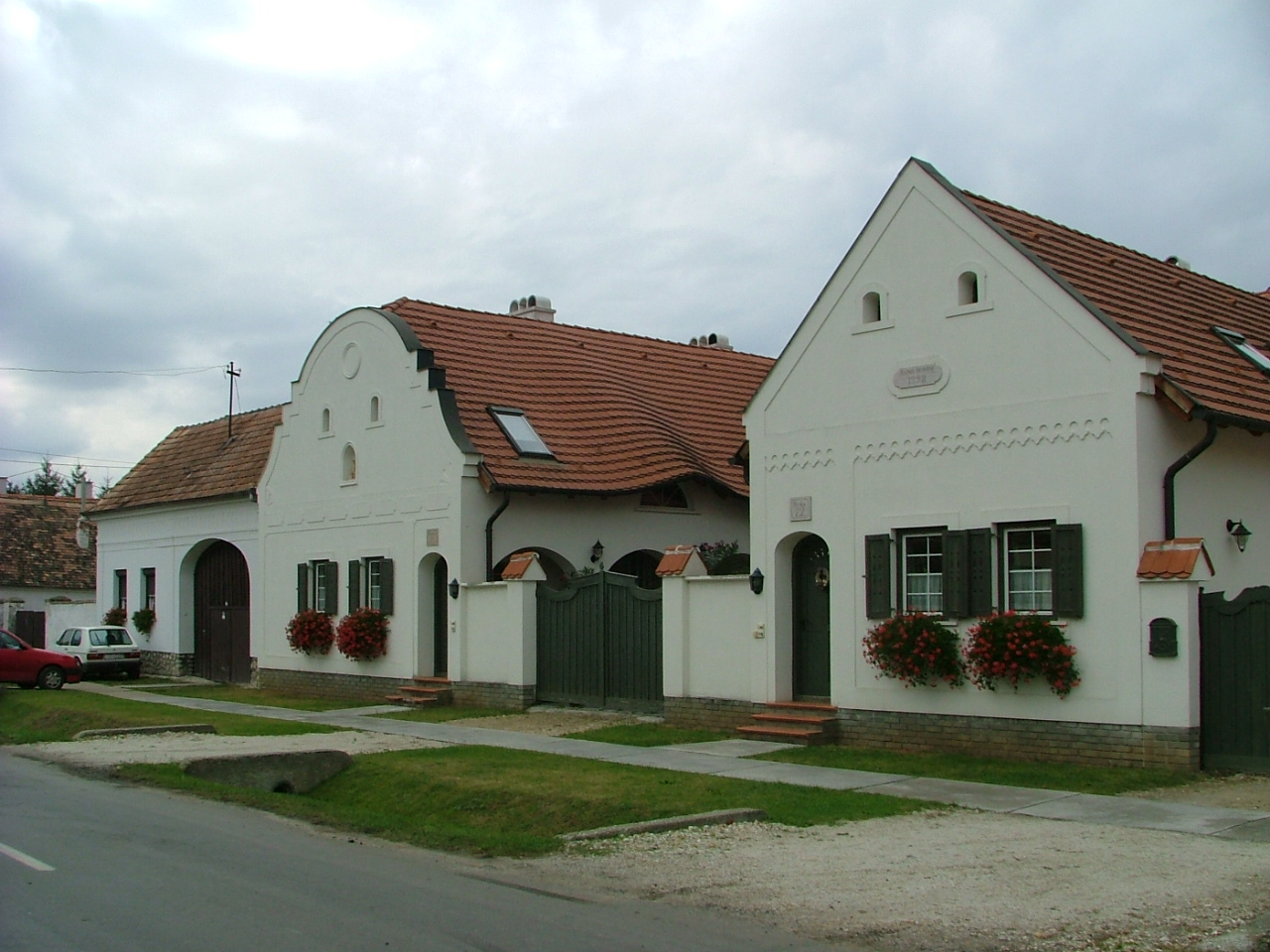
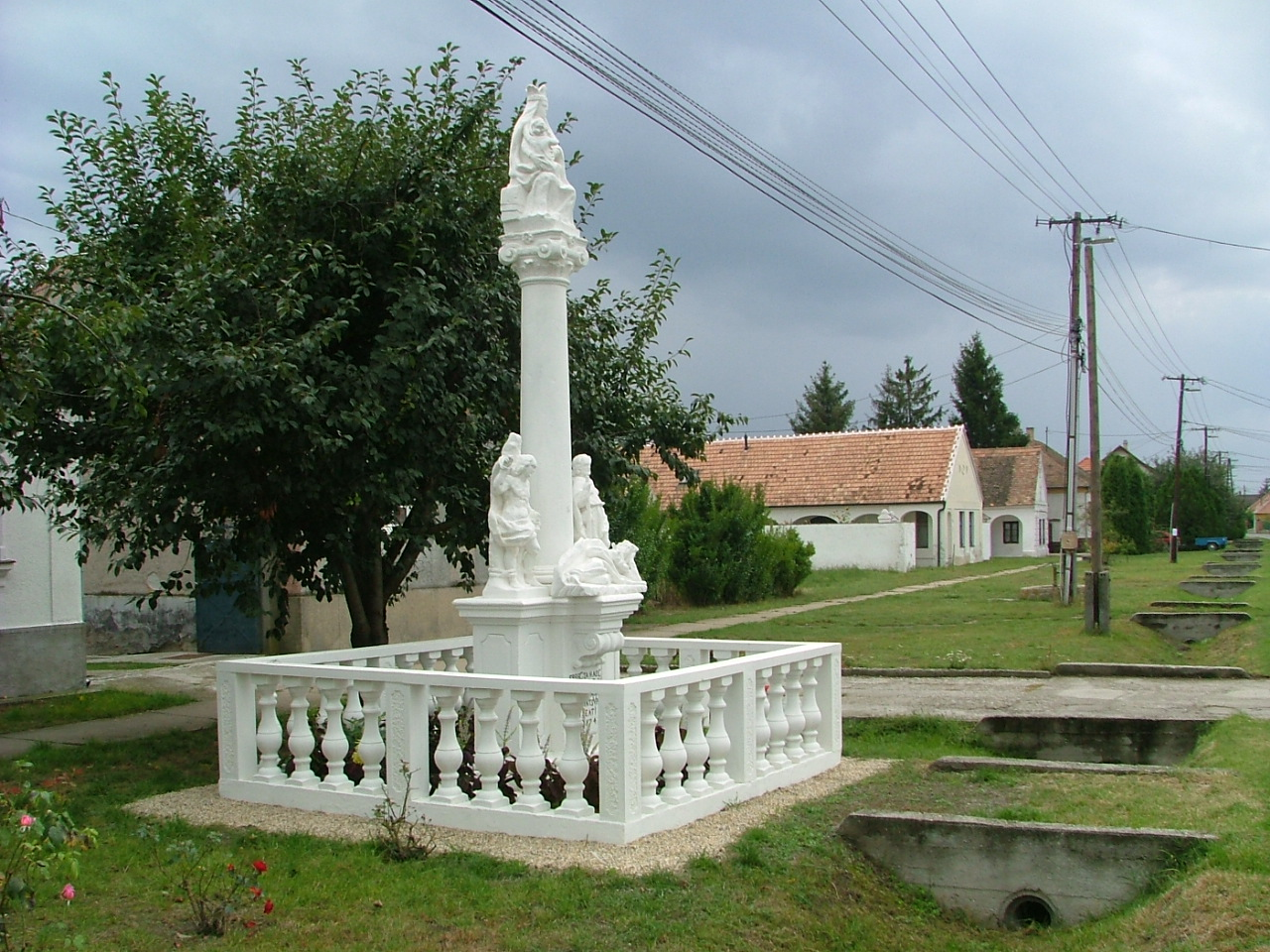
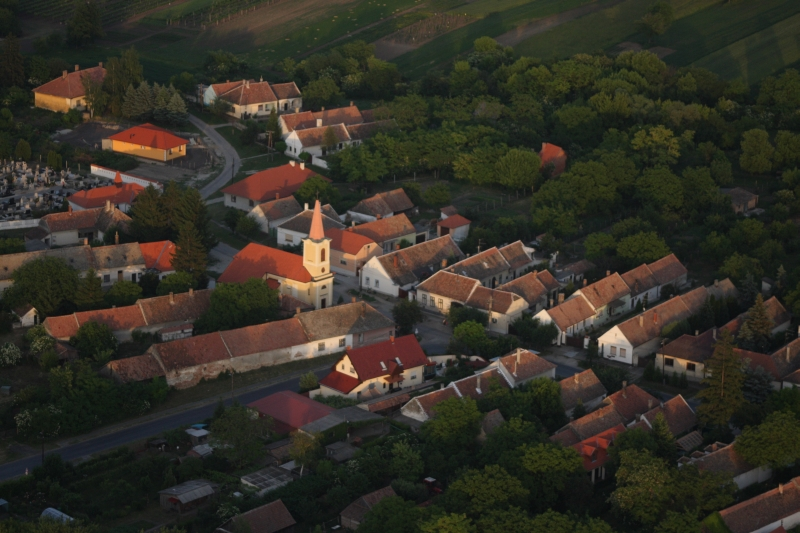
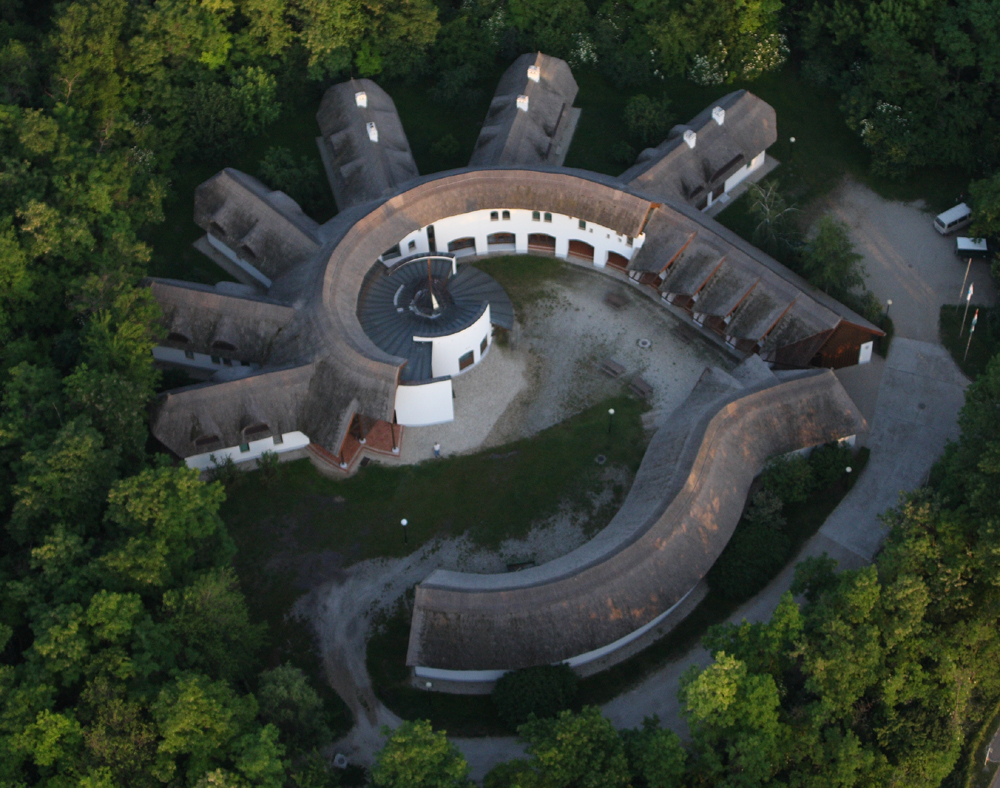